# Brachypeza macrochaeta
Brachypeza macrochaeta är en tvåvingeart som beskrevs av Bukowski 1949. Brachypeza macrochaeta ingår i släktet Brachypeza och familjen svampmyggor. Inga underarter finns listade i Catalogue of Life.